# Mistrzostwa Europy w Judo 2009
58. Mistrzostwa Europy w Judo odbyły się w dniach 24–26 kwietnia 2009 w Tbilisi (Gruzja). Kobiety rywalizowały w mistrzostwach po raz 35. Turniej drużynowy "otwarty" odbył się 3 października w Miszkolcu.

## Reprezentacja Polski

### kobiety
- Katarzyna Pułkośnik (UKS Narew Łapy) – odpadła w eliminacjach (48 kg)
- Małgorzata Bielak (AZS AWFiS Gdańsk) – odpadła w eliminacjach (57 kg)
- Urszula Sadkowska (Gwardia Opole) – srebrny medal (+78 kg)

### mężczyźni
- Tomasz Kowalski (AZS Opole) – srebrny medal (66 kg)
- Krzysztof Wiłkomirski (AZS UW Warszawa) – 7. (73 kg)
- Robert Krawczyk (Czarni Bytom) – odpadł w eliminacjach (81 kg)
- Krzysztof Węglarz (Wisła Kraków) – odpadł w eliminacjach (90 kg)
- Przemysław Matyjaszek (Czarni Bytom) – odpadł w eliminacjach (100 kg)
- Janusz Wojnarowicz (Czarni Bytom) – 5. (+100 kg)

## Końcowa klasyfikacja medalowa
| Miejsce | Państwo         |   |   |   | Razem |
| ------- | --------------- | - | - | - | ----- |
| 1       | Rosja           | 6 | 2 | 2 | 10    |
| 2       | Francja         | 2 | 1 | 3 | 6     |
| 3       | Węgry           | 2 | 1 | 2 | 5     |
| 4       | Ukraina         | 1 | 2 | 0 | 3     |
| 5       | Hiszpania       | 1 | 1 | 0 | 2     |
| 6       | Białoruś        | 1 | 0 | 2 | 3     |
| 7       | Słowenia        | 1 | 0 | 1 | 2     |
| 8       | Estonia         | 1 | 0 | 0 | 1     |
|         | Portugalia      | 1 | 0 | 0 | 1     |
| 10      | Holandia        | 0 | 3 | 2 | 5     |
| 11      | Polska          | 0 | 2 | 0 | 2     |
| 12      | Niemcy          | 0 | 1 | 3 | 4     |
| 13      | Gruzja          | 0 | 1 | 2 | 3     |
| 14      | Wielka Brytania | 0 | 1 | 0 | 1     |
|         | Włochy          | 0 | 1 | 0 | 1     |
| 16      | Belgia          | 0 | 0 | 2 | 2     |
|         | Łotwa           | 0 | 0 | 2 | 2     |
|         | Rumunia         | 0 | 0 | 2 | 2     |
| 19      | Austria         | 0 | 0 | 1 | 1     |
|         | Azerbejdżan     | 0 | 0 | 1 | 1     |
|         | Chorwacja       | 0 | 0 | 1 | 1     |
|         | Izrael          | 0 | 0 | 1 | 1     |
|         | Litwa           | 0 | 0 | 1 | 1     |
|         | Mołdawia        | 0 | 0 | 1 | 1     |
|         | Turcja          | 0 | 0 | 1 | 1     |

## Medaliści

### Mężczyźni
| Konkurencja: | Data:               | Złoto: | Srebro: | Brąz:                                                                                     |
| −60 kg       | 24 kwietnia 2009    | Arsen Gałstian | Heorhij Zantaraja | Ludwig Paischer Nestor Cherdżiani                                                         |
| −66 kg       | 24 kwietnia 2009    | Miklós Ungvári | Tomasz Kowalski | Denis Kozlovss Alim Gadanow                                                               |
| −73 kg       | 25 kwietnia 2009    | Wołodymyr Soroka | Dex Elmont | Gilles Bonhomme Marcel Trudov                                                             |
| −81 kg       | 25 kwietnia 2009    | Iwan Nifontow | Antonio Ciano | Lewan Ciklauri Aljaz Sedej                                                                |
| −90 kg       | 26 kwietnia 2009    | Andrej Kazusionak | Warlam Liparteliani | Karolis Bauža Elxan Məmmədov                                                              |
| −100 kg      | 26 kwietnia 2009    | Tagir Chajbułajew | Henk Grol | Jevgēņijs Borodavko Daniel Brata                                                          |
| +100 kg      | 26 kwietnia 2009    | Martin Padar | Grim Vuijsters | Ihar Makarau Aleksandr Michajlin                                                          |
| Drużynowo    | 3 października 2009 | Węgry · Miklós Ungvári · Attila Ungvári · László Csoknyai · Tamás Madarász · Barna Bor · (Zsolt Gorjanacz, Sándor Nagysolymosi, · Levente Ledényi) | Rosja · Musa Moguszkow · Batradz Kajtmazow · Sirażudin Magomiedow · Murat Gasiev · Soslan Bostanov · (Michaił Pulajew, Konstantin Zaretsky · Murat Shadov, Dmitrij Gierasimienko · Maxim Bryanov) | Francja · David Larose · Mohamed Riad · Antoine Jeannin · Romain Buffet · Matthieu Thorel |

### Kobiety
| Konkurencja: | Data:               | Złoto: | Srebro:                                                                                            | Brąz: |
| −48 kg       | 24 kwietnia 2009    | Frédérique Jossinet | Éva Csernoviczki                                                                                   | Michaela Baschin Alina Dumitru                                                                                              |
| −52 kg       | 24 kwietnia 2009    | Natalja Kuziutina | Ana Carrascosa                                                                                     | Ilse Heylen Kitty Bravik |
| −57 kg       | 24 kwietnia 2009    | Telma Monteiro | Sarah Clark                                                                                        | Morgane Ribout Hedvig Karakas                                                                                               |
| −63 kg       | 25 kwietnia 2009    | Urška Žolnir | Wiera Kowal                                                                                        | Marijana Mišković Alice Schlesinger                                                                                         |
| −70 kg       | 25 kwietnia 2009    | Lucie Décosse | Kerstin Thiele                                                                                     | Edith Bosch Catherine Jacques                                                                                               |
| −78 kg       | 26 kwietnia 2009    | Esther San Miguel | Maryna Pryszczepa                                                                                  | Swiatłana Cimaszenka Heide Wollert                                                                                          |
| +78 kg       | 26 kwietnia 2009    | Jelena Iwaszczenko | Urszula Sadkowska                                                                                  | Gülşah Kocatürk Franziska Konitz                                                                                            |
| Drużynowo    | 3 października 2009 | Rosja · Natalja Kuziutina · Irina Zabłudina · Wiera Kowal · Olesya Ovseichuk · Tea Donguzaszwili · (Anna Grebennikova, Jekatierina Mielnikowa · Marta Łabazina, Margarita Gurtsieva · Polina Belousova) | Francja · Delphine Delsalle · Caroline Lantoine · Marielle Pruvost · Marie Pasquet · Emilie Waldet | Węgry · Éva Csernoviczki · Bernadett Baczkó · Barbara Maros · Eszter Gáspár · Franciska Szabó · Abigél Joó · Anett Mészáros |